# Машарипов, Гайрат Назарович
Гайрат Назарович Машарипов (род. 1935, Хорезмская область) — советский хозяйственный, государственный и политический деятель.

## Биография
Родился в 1935 году в Хорезмской области. Член КПСС.
С 1959 года — на хозяйственной, общественной и политической работе. В 1959—2000 гг. — главный агроном Хорезмского областного управления сельского хозяйства, директор Хорезмской сельскохозяйственной опытной станции, заведующий сельскохозяйственным отделом Хорезмского обкома партии, заместитель заведующего сельхозотделом ЦК КП Узбекистана, первый секретарь Гурленского райкома партии, секретарь Хорезмского обкома
КП Узбекистана, партийный и государственный деятель Узбекской ССР и Узбекистана.
Избирался депутатом Верховного Совета Узбекской ССР 9-го и 10-го созывов, депутатом Олий Мажлиса (1995—1999).
Умер после 2000 года.